# 浅水健太朗
浅水 健太朗（あさみ けんたろう、12月26日 - ）は、日本の男性声優。東京都出身。キャトルステラ準所属。

## 来歴
2018年末に声優事務所のキャトルステラ第3回声優オーディションに合格し、2019年よりキャトルステラ預かりとなった。オーディションで合格した『ハローヒーロー: Epic Battle』のレオ役がデビュー作となった。
2020年7月放送開始の『ピーター・グリルと賢者の時間』のティム・ロビンソン役でテレビアニメ初出演。
2021年よりキャトルステラの預かり所属から準所属になる。

## 人物
趣味は食べ歩き、サバゲー、ミリタリー、ラーメン、料理等。特技は口笛、早食い、音真似。

## 出演
太字はメインキャラクター。

### テレビアニメ
- ピーター・グリルと賢者の時間（2020年 - 2022年、ティム・ロビンソン[4]） - 2シリーズ[一覧 1]
- スーパーカブ（2021年、生徒）
- 女神寮の寮母くん。（2021年、通行人）
- 錆色のアーマ-黎明-（2022年、コンキスタドール兵）

### ゲーム
2019年
- ハローヒーロー: Epic Battle（レオ）
- ArkResona -アークレゾナ-（ビロウ・マッカラル）
- MEOW-王国の騎士-（シヴァ、黒王・リン）
- メモリアルレコード（エジソン、ビカラ）
- アミュージングヒーローズ（アーサー王、関羽、寝ぼ助ウサギ）
- ラビリンスチェイサー（スクルージ）
- ガールズカタルシス

2020年
- VGAME
- 三国鍛冶物語〜最高の商会を目指せ〜（周泰、魏延、荀彧、甘寧、劉備、華佗）
- 戦女物語：ヴァルキリーヒーローズサガ
- タイムリフレイン -一巡後の世界-（ミスター・ムー）
- 三国志ブラスト-少年ヒーローズ
- DAIROKU:AYAKASHIMORI

2021年
- AOD -龍神無双-
- クッキーラン: キングダム（チョコクリームウルフ 他）

2022年
- 蒼き雷霆 ガンヴォルト 鎖環（一般兵）

2023年
- テミラーナ国の強運姫と悲運騎士団（アリソン・ダリルズ・クレヌ）

### ドラマCD
- 性癖ヤバめなオトコに狙われました。（2021年、渋木さん 他）

### 吹き替え

#### 映画
- あなたがここにいてほしい（2022年、リュー・チンヤンの叔父[18]）

#### アニメ
- ロング・ウェイ・ノース 地球のてっぺん（2019年、カッチ[19]）
- マロナの幻想的な物語り（2020年、獣医[20]）
- カラミティ（英語版）（2021年、丸顔の男）[21]
- ミューン 月の守護者の伝説（フランス語版）（2022年、モックス）

### シリーズ一覧
1. ↑  第1期（2020年）、第2期『Super Extra』（2022年）